# Bornem

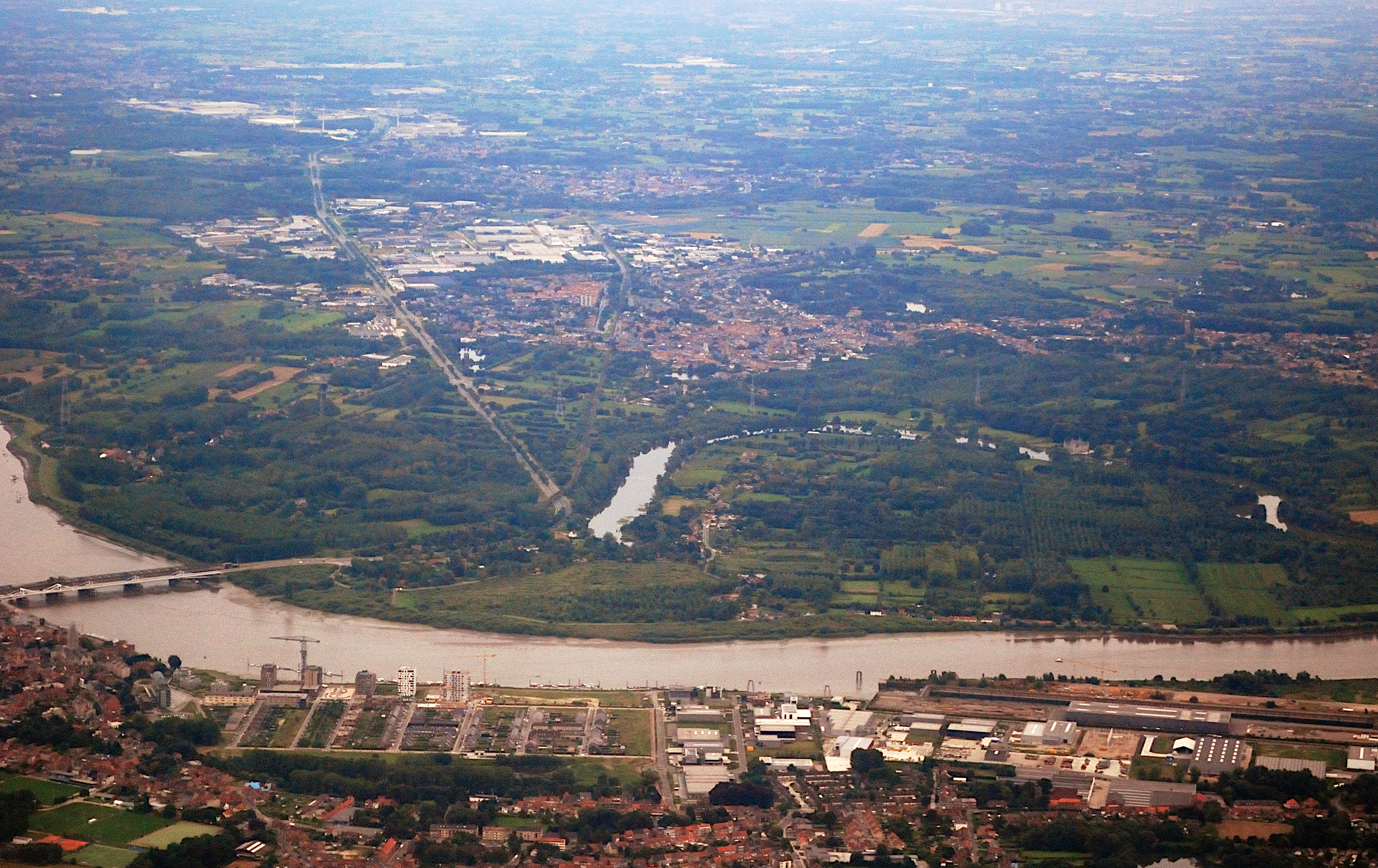
Bornem tussen de Schelde en Puurs-Sint-Amands

Bornem is een plaats en gemeente in de Belgische provincie Antwerpen. Bornem behoort tot het kieskanton Puurs-Sint-Amands en het gerechtelijk kanton Willebroek.

## Geschiedenis
Het grondgebied was al bewoond in de Gallo-Romeinse tijd. De naam werd in 1101 Burnehen gespeld (verklaring: "verblijf bij de bron" of "woonplaats aan de grens"; Born = grens).
Het 'Land van Bornem' is als zelfstandige heerlijkheid tot stand gekomen in de periode van de plundertochten van de Noormannen (9de eeuw). Strategisch gelegen aan de Schelde, op de plaats waar nu het Kasteel Marnix de Sainte-Aldegonde staat (aan de huidige Oude Schelde), werd toen de ronde toren en de bijbehorende gebouwen opgericht, vlak bij de samenvloeiing met de Rupel en de Durme. Het Land van Bornem bestond toen uit de moederparochie Bornem met haar afhankelijkheden Havekesdunc (Nattenhaasdonk) en Hinken (Hingene). In de 10de eeuw werd het land van Dendermonde herverdeeld en werd Mariekerke aan het Land van Bornem toegevoegd onder het beheer van de Heren van Bornem.
In 910 werd het Land van Bornem, samen met Mechelen, door de Frankische koning Karel de Eenvoudige, koning van Lotharingen, bij giftbrief aan Stephanus van Luik van het bisdom Luik geschonken. Door een overeenkomst tussen Boudewijn V van Vlaanderen en de Duitse keizer Hendrik III op een Rijksdag in Keulen, kwam het Land van Bornem (inclusief Hingene, Mariekerke en Sint-Amands) in 1057 definitief als zonneleen onder het rechtstreeks gezag van het Graafschap Vlaanderen, aan de grens met het toenmalige Landgraafschap Brabant, het latere Hertogdom Brabant.
De eerste Heer van Bornem met die naam is Lambrecht, die in 1007 ook tot Kastelein van Gent benoemd werd. Vanaf 1088 zal Wenemaar, een van zijn opvolgers en ridder van de Orde der Tempeliers, de ontwikkeling van het Land van Bornem in een versnelling brengen. De schenkingsakte (1100) van zijn hand is een van de belangrijkste akten voor de gemeente. Na een periode van herwonnen onafhankelijkheid behoorde de parochie tot het bisdom Kamerijk, later tot dat van Gent en sedert 1801 tot het aartsbisdom Mechelen.
Tot het begin van de 20ste eeuw werd Bornem gespeld als "Bornhem". Van 1928 tot 1940 was in Bornem een vakschool voor wijmen- en rietwerk gevestigd. Begin 20e eeuw werkten in Weert, Hingene en Bornem 3.000 mensen in de sector van het mandenvlechten.

## Bezienswaardigheden
- Het dorpsplein en de parochiekerk Onze-Lieve-Vrouw en Sint-Leodegarius zijn beschermd als respectievelijk dorpsgezicht en monument. De Onze-Lieve-Vrouw en Sint-Leodegariuskerk heeft een torenvoet en een koor uit de 12e eeuw. De bovenbouw van de toren is van 1840. Onder het hoofdaltaar bevindt zich de wettelijk beschermde crypte uit de 11de eeuw, waar Onze-Lieve-Vrouw van de Korcht wordt vereerd.
- Het neogotisch Kasteel Marnix de Sainte-Aldegonde van de adellijke familie van Filips van Marnix van Sint-Aldegonde werd in 1888 gebouwd op de plaats waar een 11de-eeuwse burcht stond.
- Het sas, een afwateringssluis uit 1592.
- De Sint-Bernardusabdij werd gesticht in 1603 en vernieuwd in 1773. De abdij is onder meer bekend door de ruim 40.000 boeken over de orde der cisterciënzers.
- Het Landhuis, het voormalige gemeentehuis.
- Het Fort van Bornem
- Het Vlechtmuseum De Zilverreiger
- Meerdere muziekstraatjes van de SIM-route
- Breeven, een park en recreatiedomein en tevens verscheidene sportfaciliteiten
- De kinderboerderij
- De dijken aan de Schelde
- Tussen Bornem en deelgemeente Weert ligt de Oude Schelde, een afgesneden meander van de Schelde.

### Galerij

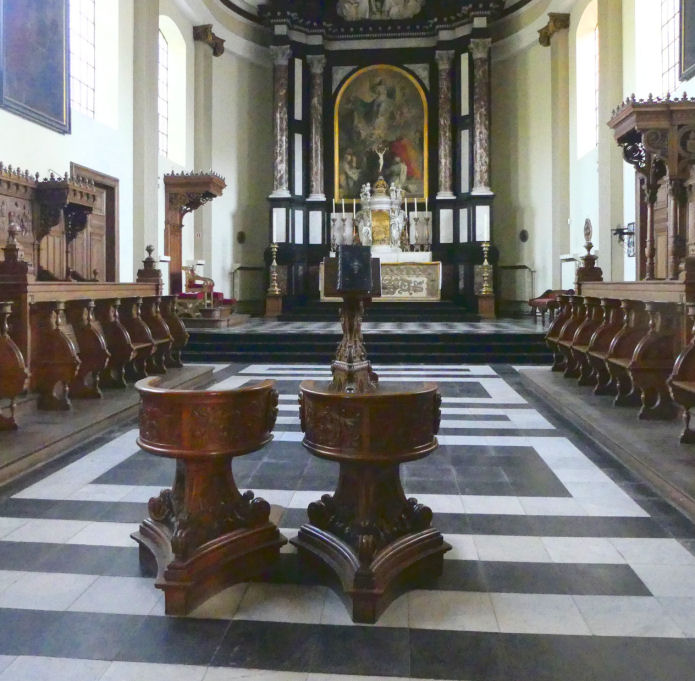
Abdijkerk van Bornem
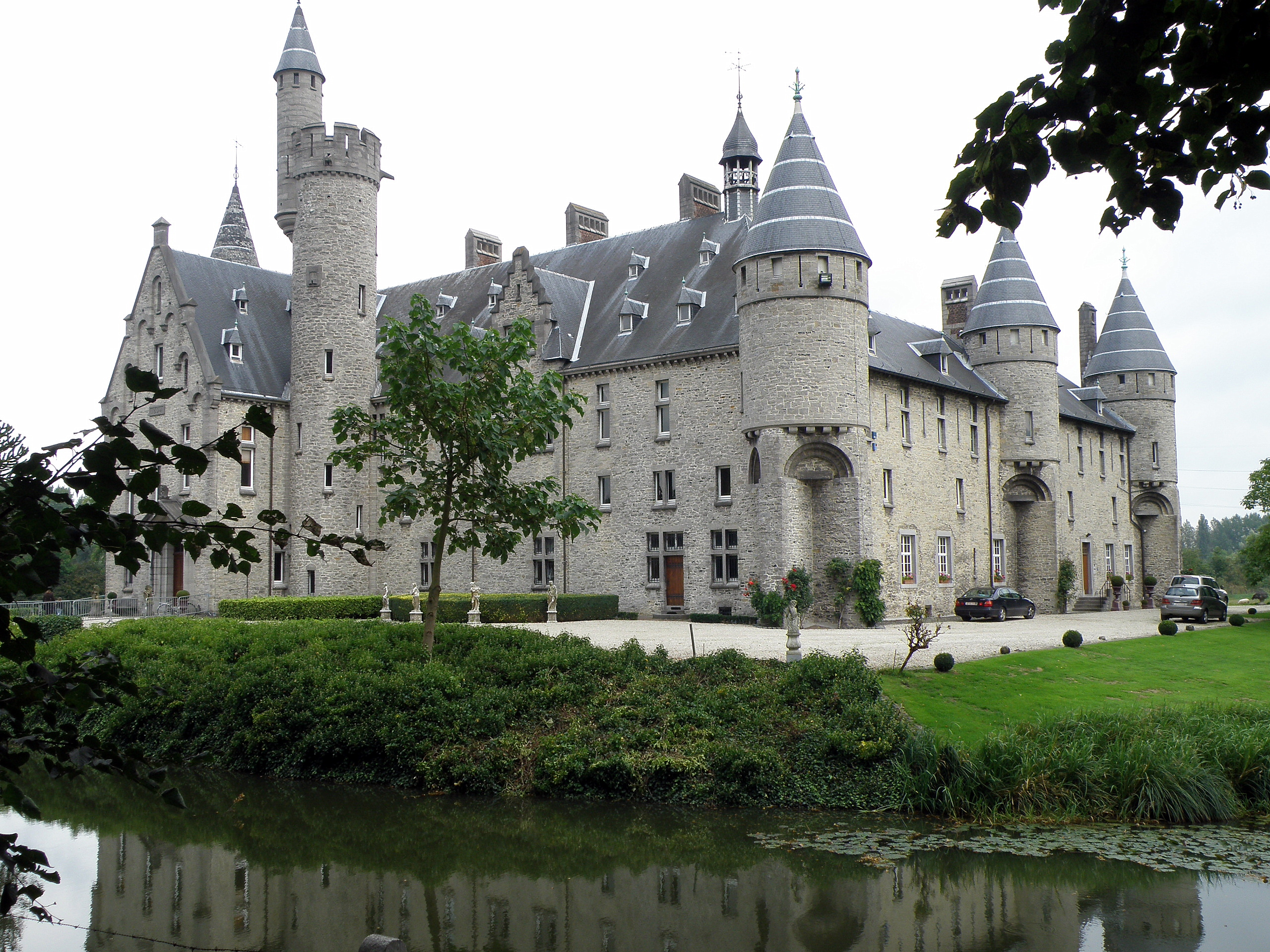
Kasteel van Marnix
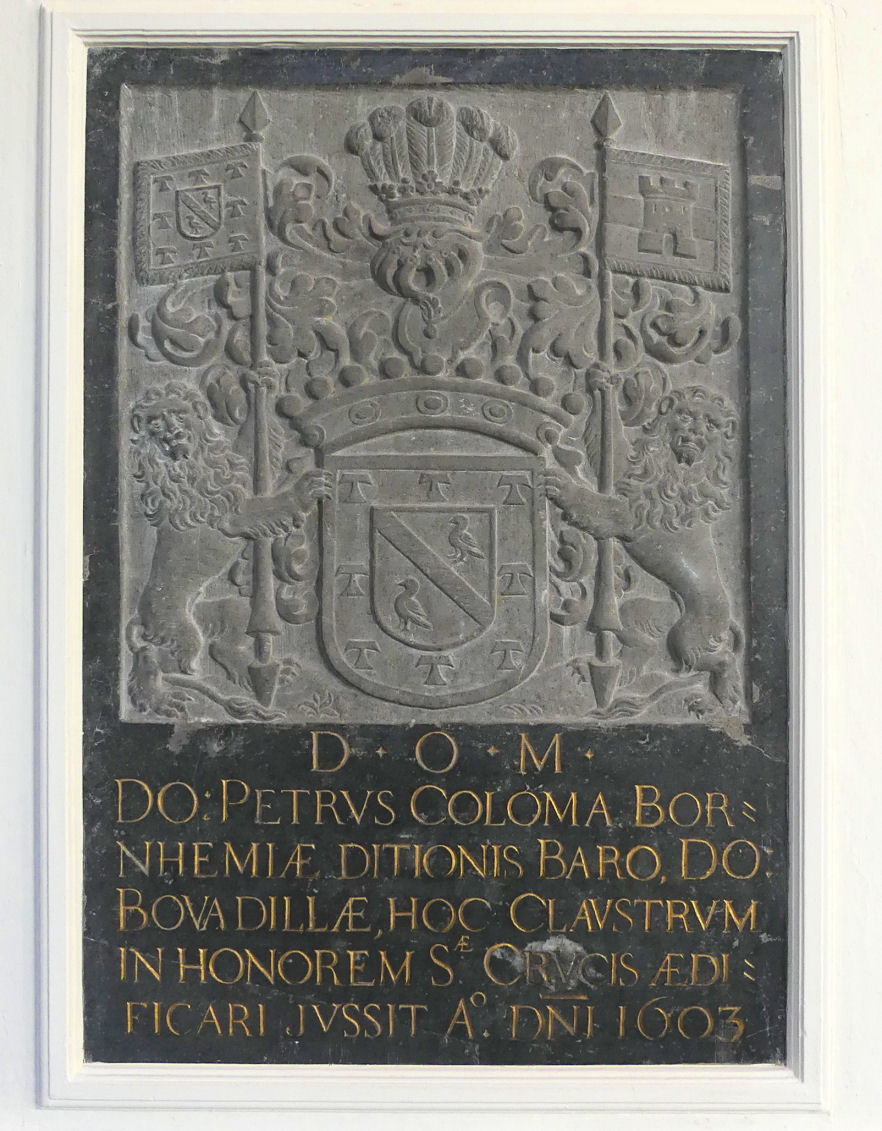
Herdenkinssteen in arduin voor Pedro de Coloma, baron van Bornem.
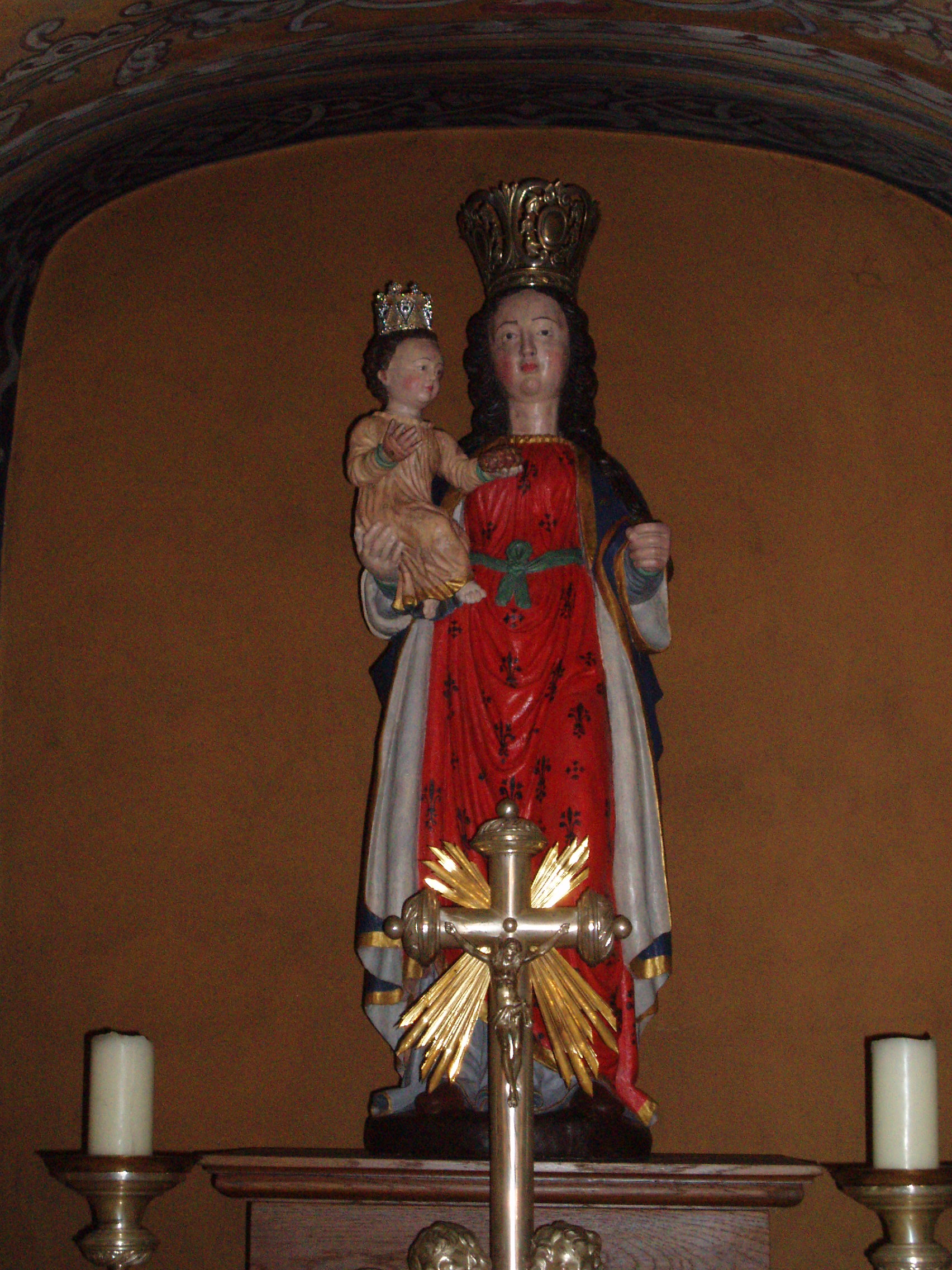
Onze-Lieve-Vrouw van de Krocht in de crypte van de Onze-Lieve-Vrouw-en-Sint-Leodegariuskerk
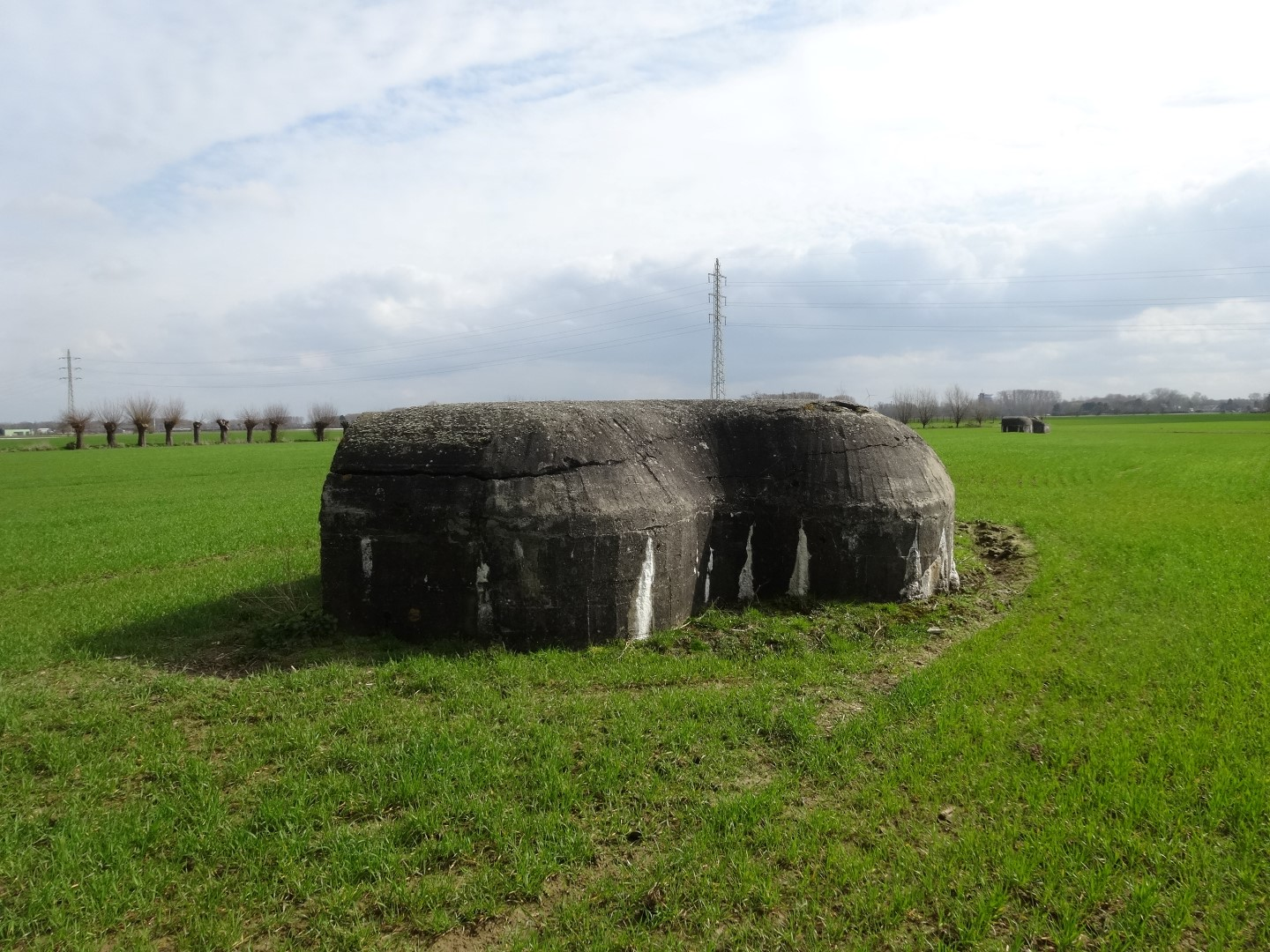
Bunkers 1e wereldoorlog
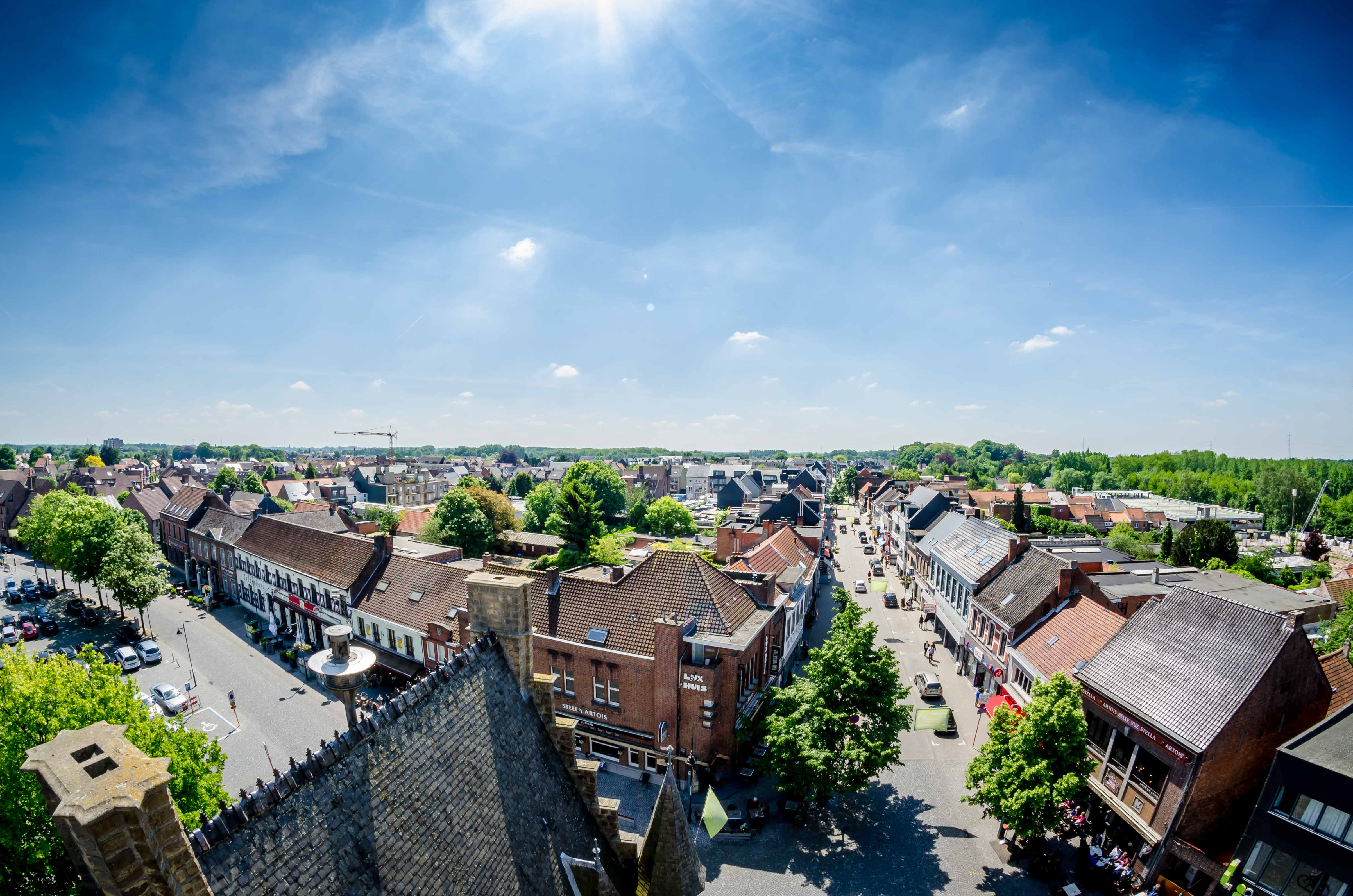
De dorpskern van Bornem, foto genomen vanaf het landhuis.
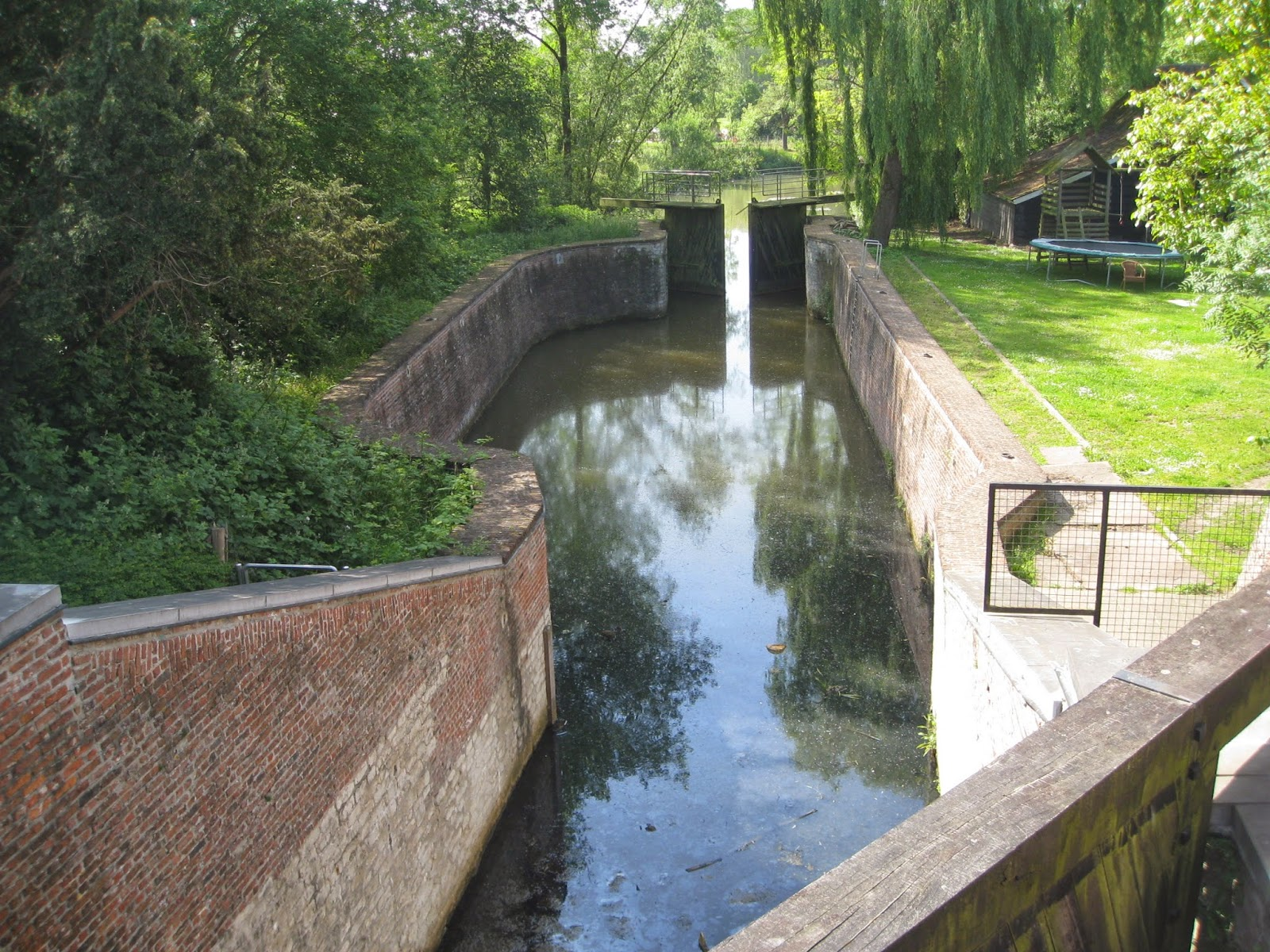
Het Sas van Bornem, kijkend van de Schelde (rivier) naar de Oude Schelde (Bornem)

## Natuur en landschap
Bornem ligt in de streek Klein-Brabant nabij de Schelde en de Oude Schelde. Van belang is het zoetwatergetijdengebied Groot Schoor en het gehucht Buitenland, waar het Kragenwiel een overblijfsel is van een dijkdoorbraak die plaats vond in 1552.

## Verkeer
De gemeente Bornem ligt aan de N16 die tussen Sint-Niklaas en Mechelen loopt. De gemeente bezit eveneens een station Bornem gelegen aan spoorlijn 54.

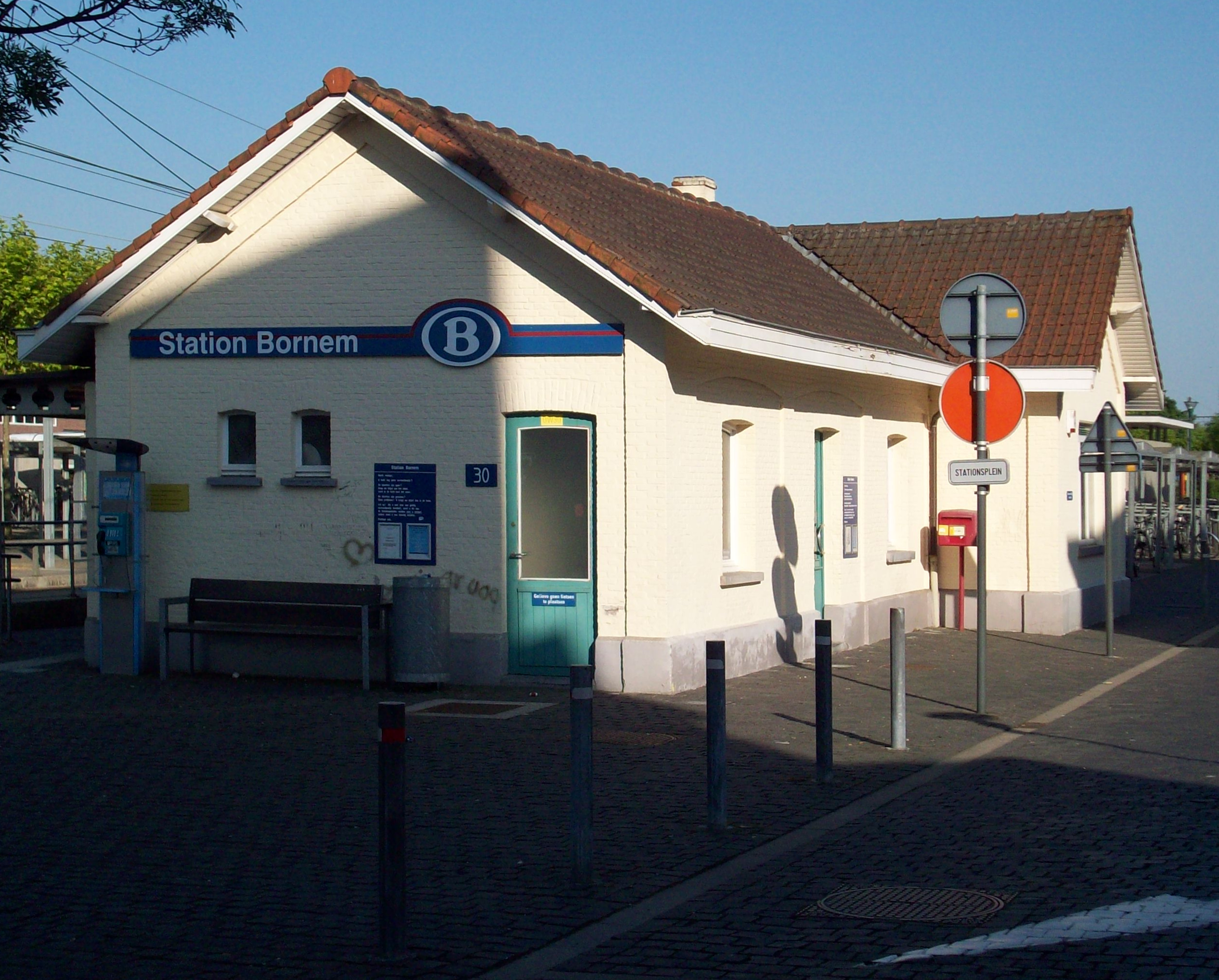
Stationsgebouw te Bornem, gelegen aan spoorlijn 54.

## Geografie
De gemeente ligt aan de rechteroever van de Schelde, tegenover de gemeente Temse, waarmee ze door de Scheldebrug verbonden is, stroomopwaarts van Antwerpen. Samen met de gemeente Puurs-Sint-Amands vormt Bornem de streek Klein-Brabant.

### Deelgemeenten
| # | Naam       | Opp. (km²) | Inwoners (2020) | Inwoners per km² | NIS-code |
| - | ---------- | ---------- | --------------- | ---------------- | -------- |
| 1 | Bornem     | 23,85      | 13.633          | 572              | 12007A   |
| 2 | Hingene    | 15,11      | 5.039           | 333              | 12007B   |
| 3 | Mariekerke | 2,24       | 2.213           | 986              | 12007C   |
| 4 | Weert      | 5,04       | 465             | 92               | 12007D   |

### Kernen
Bornem telt naast het centrum zelf nog de deelgemeenten Hingene, Mariekerke en Weert, alle aan de Schelde. In Hingene liggen nog de gehuchten Wintam en Eikevliet. Binnen Bornem liggen de gehuchten Branst en Buitenland.

### Aangrenzende gemeenten
| Aangrenzende gemeenten | Aangrenzende gemeenten | Aangrenzende gemeenten | Aangrenzende gemeenten | Aangrenzende gemeenten |
| ---------------------- | ---------------------- | ---------------------- | ---------------------- | ---------------------- |
| Temse                  |                        | Kruibeke               |                        | Schelle                |
|                        |                        |                        |                        |                        |
|                        | Niel                   |                        |                        |                        |
|                        |                        |                        |                        |                        |
| Hamme                  |                        | Puurs-Sint-Amands      |                        |                        |

## Demografie

### Demografische ontwikkeling voor de fusie
- Bronnen:NIS, Opm:1806 tot en met 1970=volkstellingen; 1976 = inwoneraantal op 31 december

### Demografische ontwikkeling van de fusiegemeente
Alle historische gegevens hebben betrekking op de huidige gemeente, inclusief deelgemeenten, zoals ontstaan na de fusie van 1 januari 1977.
- Bronnen:NIS, Opm:1806 tot en met 1981=volkstellingen; 1990 en later= inwonertal op 1 januari

| Inwoners van jaar tot jaar op 1 januari 1992 tot heden | Inwoners van jaar tot jaar op 1 januari 1992 tot heden | Inwoners van jaar tot jaar op 1 januari 1992 tot heden |
| jaar                                                   | Aantal                                                 | Evolutie: 1992=index 100                               |
| ------------------------------------------------------ | ------------------------------------------------------ | ------------------------------------------------------ |
| 1992                                                   | 19.040                                                 | 100,0                                                  |
| 1993                                                   | 19.124                                                 | 100,4                                                  |
| 1994                                                   | 19.251                                                 | 101,1                                                  |
| 1995                                                   | 19.453                                                 | 102,2                                                  |
| 1996                                                   | 19.525                                                 | 102,5                                                  |
| 1997                                                   | 19.725                                                 | 103,6                                                  |
| 1998                                                   | 19.750                                                 | 103,7                                                  |
| 1999                                                   | 19.879                                                 | 104,4                                                  |
| 2000                                                   | 19.939                                                 | 104,7                                                  |
| 2001                                                   | 19.841                                                 | 104,2                                                  |
| 2002                                                   | 19.906                                                 | 104,5                                                  |
| 2003                                                   | 19.939                                                 | 104,7                                                  |
| 2004                                                   | 19.921                                                 | 104,6                                                  |
| 2005                                                   | 19.939                                                 | 104,7                                                  |
| 2006                                                   | 20.064                                                 | 105,4                                                  |
| 2007                                                   | 20.235                                                 | 106,3                                                  |
| 2008                                                   | 20.341                                                 | 106,8                                                  |
| 2009                                                   | 20.475                                                 | 107,5                                                  |
| 2010                                                   | 20.556                                                 | 108,0                                                  |
| 2011                                                   | 20.727                                                 | 108,9                                                  |
| 2012                                                   | 20.866                                                 | 109,6                                                  |
| 2013                                                   | 20.810                                                 | 109,3                                                  |
| 2014                                                   | 20.858                                                 | 109,5                                                  |
| 2015                                                   | 20.940                                                 | 110,0                                                  |
| 2016                                                   | 21.039                                                 | 110,5                                                  |
| 2017                                                   | 21.129                                                 | 111,0                                                  |
| 2018                                                   | 21.186                                                 | 111,3                                                  |
| 2019                                                   | 21.366                                                 | 112,2                                                  |
| 2020                                                   | 21.353                                                 | 113,4                                                  |
| 2021                                                   | 21.428                                                 | 112,5                                                  |
| 2022                                                   | 21.599                                                 | 113,4                                                  |
| 2023                                                   | 21.982                                                 | 115,5                                                  |
| 2024                                                   | 22.076                                                 | 115,9                                                  |
| 2025                                                   | 22.232                                                 | 116,8                                                  |

## Politiek

### Structuur
De gemeente Bornem maakt deel uit van het kieskanton Puurs-Sint-Amands, gelegen in het provinciedistrict Mechelen, het kiesarrondissement Mechelen-Turnhout en ten slotte de kieskring Antwerpen.
| Bornem           | Bornem           | Supranationaal         | Nationaal                         | Nationaal           | Gemeenschap         | Gewest              | Provincie           | Arrondissement    | Provinciedistrict | Kanton            | Gemeente        |
| ---------------- | ---------------- | ---------------------- | --------------------------------- | ------------------- | ------------------- | ------------------- | ------------------- | ----------------- | ----------------- | ----------------- | --------------- |
| Administratief   | Niveau           | Europese Unie          | België                            | België              | Vlaanderen          | Vlaanderen          | Antwerpen           | Mechelen          | Mechelen          | Mechelen          | Bornem          |
| Administratief   | Bestuur          | Europese Commissie     | Belgische regering                | Belgische regering  | Vlaamse regering    | Vlaamse regering    | Deputatie           | Deputatie         | Deputatie         | Deputatie         | Gemeentebestuur |
| Administratief   | Raad             | Europees Parlement     | Kamer van volksvertegenwoordigers | Vlaams Parlement    | Vlaams Parlement    | Vlaams Parlement    | Provincieraad       | Provincieraad     | Provincieraad     | Provincieraad     | Gemeenteraad    |
| Kiesomschrijving | Kiesomschrijving | Nederlands Kiescollege | Kieskring Antwerpen               | Kieskring Antwerpen | Kieskring Antwerpen | Kieskring Antwerpen | Kieskring Antwerpen | Mechelen-Turnhout | Mechelen          | Puurs-Sint-Amands | Bornem          |
| Verkiezing       | Verkiezing       | Europese               | Federale                          | Federale            | Vlaamse             | Vlaamse             | Provincieraads-     | Provincieraads-   | Provincieraads-   | Provincieraads-   | Gemeenteraads-  |

### Geschiedenis

#### (Voormalige) Burgemeesters
| Periode | Periode     | Burgemeester                       |
| ------- | ----------- | ---------------------------------- |
|         | 1800        | Van Stappen                        |
|         | 1800 - 1804 | Barnabas Raparlier                 |
|         | 1804 - 1832 | Charles Ghislain de Marnix         |
|         | 1832 - 1836 | Charles de Marnix                  |
|         | 1836 - 1842 | Jan Frans Van Eetvelt              |
|         | 1843 - 1879 | Louis de Marnix                    |
|         | 1879 - 1880 | Edward Van Roie                    |
|         | ? - 1894    | Ferdinand de Marnix (Kath. Partij) |
|         | 1895 - 1896 | Pieter Maes (°Sint-Amands 1841)    |
|         | 1896 - 1904 | Ferdinand de Marnix (Kath. Partij) |
|         | 1904 - 1921 | Philémon Cammaert (Kath. Partij)   |

| Periode | Periode      | Burgemeester                              |
| ------- | ------------ | ----------------------------------------- |
|         | 1922 - 1932  | Victor Daelemans (Oude Roos)              |
|         | 1933 - 1941  | Hendrik René Van Lint (Kath. Verb.)       |
|         | 1941 - 1944  | Emiel Roelants (VNV, oorlogsburgemeester) |
|         | 1944 - 1947  | Arthur Borms (Nieuwe Roos / CVP)          |
|         | 1947 - 1959  | René Van Eetvelt (CVP)                    |
|         | 1959 - 1964  | Hendrik René Van Lint (CVP)               |
|         | 1965 - 1970  | René Van Eetvelt (CVP)                    |
|         | 1970 - 2010  | Jozef Van Eetvelt (CVP / CD&V)            |
|         | 2010 - 2018  | Luc De boeck (CD&V)                       |
|         | 2019 - 2022  | Kristof Joos (N-VA)                       |
|         | 2022 - heden | Greet De bruyn (CD&V)                     |

#### Legislatuur 2024 - 2030
De kiezer had bij de lokale verkiezingen van 2024 de keuze uit 7 kieslijsten (de lijsttrekkers staan tussen haakjes):
- CD&V (Greet de Bruyn)
- N-VA (Kristof Joos)
- Vlaams Belang (Wim Verheyden)
- Vooruit (Elke Cuyt)
- Samen Groen (Nicole Van Praet)
- Dynamisch Bornem (Stefaan De Landtsheer)
- PVDA (Gerrit Walschap)

CD&V klom naar 40,0 procent, een winst van 6,2 procentpunt en goed voor 13 van de 27 zetels. De tweede partij werd Vlaams Belang met 17,3 procent (winst: 4,7%), dat vijf zetels behaalde. N-VA boekte een verlies van 3 procentpunt en strandde op 15,1 procent, waarmee ze status-quo op vier zetels bleef. Vooruit, dat de vorige keer opkwam als onderdeel van het kartel Iedereen Bornem, werd vierde met 14,1 procent en vier zetels. De laatste partij die een verkozene in de gemeenteraad behaalde was Samen Groen, dat ook voortkwam uit Iedereen Bornem. Deze lijst had 6,2 procent en een zetel behaald. De overige partijen, Dynamisch Bornem en PVDA, behaalden met respectievelijk 5,1 procent en 2,2 procent niet genoeg stemmen voor een zetel.
CD&V was als grootste partij aan zet om een coalitie te vormen. De partij besloot een coalitie aan te gaan met Vooruit en stuurde N-VA naar de oppositie. Beide partijen beschikken over een meerderheid van 17 op 27 zetels. Greet De bruyn (CD&V) bleef burgemeester. 

#### Resultaten gemeenteraadsverkiezingen sinds 1976
| Partij of kartel     | Partij of kartel                                                                | 10-10-1976 | 10-10-1976 | 10-10-1982 | 10-10-1982 | 9-10-1988 | 9-10-1988 | 9-10-1994 | 9-10-1994 | 8-10-2000 | 8-10-2000 | 8-10-2006 | 8-10-2006 | 14-10-2012 | 14-10-2012 | 14-10-2018 | 14-10-2018 | 13-10-2024 | 13-10-2024 |
| Stemmen / Zetels     | Stemmen / Zetels                                                                | %          | 25         | %          | 25         | %         | 25        | %         | 25        | %         | 25        | %         | 27        | %          | 27         | %          | 27         | %          | 27         |
| -------------------- | ------------------------------------------------------------------------------- | ---------- | ---------- | ---------- | ---------- | --------- | --------- | --------- | --------- | --------- | --------- | --------- | --------- | ---------- | ---------- | ---------- | ---------- | ---------- | ---------- |
|                      | CVP1/ CD&V+N-VAA/ CD&V2                                                         | 64,431     | 19         | 55,791     | 17         | 63,21     | 17        | 58,941    | 18        | 47,621    | 14        | 48,99A    | 15        | 38,282     | 13         | 33,772     | 10         | 40,02      | 13         |
|                      | VU1/ SAMENB/ VLD-VUC/ N-VA2                                                     | 8,811      | 1          | 8,681      | 1          | 32,93B    | 8         | 3,81      | 0         | 10,41C    | 2         | 48,99A    | 15        | 15,442     | 4          | 18,112     | 4          | 15,12      | 4          |
|                      | PVV1/ SAMENB/ VLD-VUC/ VLD2/ Beter Bornem3/ Iedereen BornemD/ Dynamisch Bornem4 | 4,61       | 0          | 6,711      | 1          | 32,93B    | 8         | -         |           | 10,41C    | 2         | 10,452    | 2         | 7,063      | 1          | 33,51D     | 10         | 5,14       | 0          |
|                      | SP1/ SAMENB/ sp.a-spirit2/ sp.a3/ Iedereen BornemD/ Vooruit4                    | 22,161     | 5          | 19,321     | 5          | 32,93B    | 8         | 18,81     | 5         | 22,111    | 6         | 19,012    | 5         | 17,223     | 5          | 33,51D     | 10         | 14,14      | 4          |
|                      | Agalev1/ Groen!2/ Groen3/ Iedereen BornemD/ Samen Groen4                        | -          |            | -          |            | -         |           | 7,131     | 1         | 8,461     | 1         | 6,042     | 1         | 8,093      | 2          | 33,51D     | 10         | 6,24       | 1          |
|                      | B!democratisch1/ Iedereen BornemD                                               | -          |            | -          |            | -         |           | -         |           | -         |           | -         |           | 7,161      | 1          | 33,51D     | 10         | -          |            |
|                      | Vlaams Blok1/ Vlaams Belang2                                                    | -          |            | 0,651      | 0          | -         |           | 7,141     | 1         | 11,391    | 2         | 15,522    | 4         | 6,752      | 1          | 12,612     | 3          | 17,32      | 5          |
|                      | PVDA                                                                            | -          |            | -          |            | -         |           | -         |           | -         |           | -         |           | -          |            | -          |            | 2,2        | 0          |
|                      | GB                                                                              | -          |            | 8,85       | 1          | -         |           | -         |           | -         |           | -         |           | -          |            | -          |            | -          |            |
|                      | Anderen(*)                                                                      | -          |            | -          |            | 3,87      | 0         | 4,2       | 0         | -         |           | -         |           | -          |            | 2,00       | 0          | -          |            |
| Totaal stemmen       | Totaal stemmen                                                                  | 12213      | 12213      | 12973      | 12973      | 13675     | 13675     | 14117     | 14117     | 14530     | 14530     | 15098     | 15098     | 15393      | 15393      | 15978      | 15978      | 11701      | 11701      |
| Opkomst %            | Opkomst %                                                                       |            |            |            |            | 96,57     | 96,57     | 94,81     | 94,81     | 93,26     | 93,26     | 94,76     | 94,76     | 93,01      | 93,01      | 93,90      | 93,90      | 66,4       | 66,4       |
| Blanco en ongeldig % | Blanco en ongeldig %                                                            | 3,03       | 3,03       | 4,09       | 4,09       | 3,17      | 3,17      | 3,41      | 3,41      | 2,51      | 2,51      | 2,98      | 2,98      | 1,89       | 1,89       | 2,70       | 2,70       | 0,3        | 0,3        |

De rode cijfers naast de gegevens duiden aan onder welke naam de partijen telkens bij een verkiezing opkwamen, rode letters duiden de kartels aan.
De zetels van de gevormde meerderheid staan vetjes afgedrukt. De grootste partij is in kleur.
(*) 1988: ETA  (3,87%) / 1994: BLAUW (4,2%) / 2018: S.O.S. Bornem (2,00%)

## Cultuur

### Evenementen
- augustus: bedevaart Onze-Lieve-Vrouw van de Krocht
- 15 augustus of zondag erna: processie
- 2de vrijdag van augustus: de 100 km dodentocht
- zondag voor de dodentocht: fietsdodentocht
- woensdag na de oktoberkermis: jaarmarkt
- zondag na 14 juni: kleine kermis
- zondag na Sint-Michiel: grote kermis
- zondag na Sint-Vincentius (19 juli): kermis parochie Branst
- Het Breevenement
- Het jaarlijkse Palingfestival en het Vis- en Folkloreweekend in deelgemeente Mariekerke.
- Fakkeltocht (sinds 2010) ter ere aan Wapenstilstand
- Bal van de burgemeester
- Bornem zingt
- Eerste weekend september : Fortiviteiten (Fort van Bornem)
- Supervlieg

## Sport

### Verenigingen
- Atletiekclub Sparta Bornem (SPBO)
- Voetbalclub KSV Bornem: 1ste provinciale Antwerpen
- Voetbalclub FCS Mariekerke-Branst: 2de provinciale Antwerpen
- Voetbalclub KVK Hingene: 4de provinciale Antwerpen
- Voetbalclub KFC Wintam: 4de provinciale Antwerpen
- Basketbalclub Klein-Brabant Basket: 4de provinciale Antwerpen
- Korfbalclub KC Bornem: 2de nationale
- Badmintonclub BC Plumula
- Volleybalclub VC Kadee
- Badmintonclub Batmanton united
- Ronde Tafel 73 Bornem

### Evenementen
- tweede vrijdag van augustus: Dodentocht - 100 km wandelen in 24 uur
- zondag voor de Dodentocht: Fietsdodentocht

Bornem was één keer etappeplaats in de wielerkoers Ronde van Frankrijk. In 1976 won de Nederlander Hennie Kuiper er een etappe.

## Inwoners
| (Deel)gemeente                  | Bewoners        | Bijnaam          |
| ------------------------------- | --------------- | ---------------- |
| Bornem                          | Bornemnaars     | Messentrekkers   |
| Hingene                         | Hingenaren      | Fretters         |
| Mariekerke                      | Mariekerkenaren | Palingvissers    |
| Weert                           | Weertenaren     | Slijkneuzen      |
| Eikevliet (gehucht van Hingene) | Eikevlietenaren | Grote Zwieren    |
| Wintam (gehucht van Hingene)    | Wintamenaren    | Kazakken         |
| Branst                          | Branstenaren    | Vliegende Geiten |

## Bekende inwoners
- Pedro Coloma (1556-1621), 1ste baron van Bornem[8]
- Barnabas Raparlier (1756-1836), politicus
- François Simonau (1783-1859), kunstschilder[9][10]
- Charles Ghislain de Marnix (1780-1832), politicus
- Jan Van Eetvelt (1796-1846), politicus
- Louis de Marnix (1803-1881), politicus en ondernemer
- Ferdinand de Marnix de Sainte-Aldegonde (1837-1913), politicus
- Philémon Cammaert (1856-1934), politicus en brouwer
- Victor Daelemans (1872 - 1932), politicus en brouwer
- Arthur Borms (1890-1952), politicus
- René Van Lint (1900-1976), politicus
- Emiel Roelants (1902 - 1949), politicus
- René Van Eetvelt (1907-2001), politicus
- Albert Sercu (1918-1978), wielrenner
- Eddy Pauwels (1935-2017), wielrenner
- Martin Van den Bossche (1941), wielrenner
- Jan Wauters (1939-2010), sportverslaggever
- Walter Boeykens (1938-2013), dirigent, muziekpedagoog en klarinettist
- Rita Ray (1947-2018), zangeres
- Jan De Maeyer (1949), componist, muziekpedagoog en hoboïst
- Luk Van Nieuwenhuysen (1952), politicus
- Rony Cuyt (1953-2021), politicus
- Karel Rottiers (1953-2024), wielrenner
- Marc Van Ranst (1965), hoogleraar virologie
- Karel Van Eetvelt (1966), bestuurder
- Luc De boeck (1966), politicus
- Sabine Hagedoren (1968), weervrouw
- Heidi Van De Vijver (1969), wielrenster
- Tarik Fraihi (1969), politiek filosoof en publicist
- Kristine Van Pellicom (1969), actrice
- Daniel Verelst (1969), wielrenner
- Ianka Fleerackers (1971), actrice en presentatrice
- Kristof Van Perre (1972), acteur en filmregisseur
- Sandra Denotté (1973), zangeres
- Hind Fraihi (1976), onderzoeksjournaliste
- Audrey Rochtus (1982), atlete
- Thomas Cammaert (1984), acteur
- Amaury Cordeel (2002), autocoureur

## Partnersteden
- Bornheim (Duitsland)
- Gordes (Frankrijk)
- Nquthu (Zuid-Afrika)

## Trivia
- In de Nederlandse stad Breda werd een straat naar de gemeente genoemd (de Bornemstraat). Ook in de Nederlandse plaats Oudenbosch (gemeente Halderberge) is er een straat vernoemd naar Bornhem (de Bornhemweg).
- In de stad Gent is een café die de oude naam van de gemeente draagt, café Bornhem.
- Sinds 4 september 1976 is Bornem verbroederd met de Batterij VeldArtillerie Para-commando[11].

## Nabijgelegen kernen
Weert, Temse, Hingene, Puurs, Oppuurs